# (9381) Lyon
(9381) Lyon (1993 RT19) – planetoida z pasa głównego asteroid okrążająca Słońce w ciągu 5,2 lat w średniej odległości 3 j.a. Odkryta 15 września 1993 roku.